# Mellicta vividior
Mellicta vividior är en fjärilsart som beskrevs av Gouin 1922. Mellicta vividior ingår i släktet Mellicta och familjen praktfjärilar. Inga underarter finns listade i Catalogue of Life.